# 2019年环西自行车赛
2019年环西自行车赛是第74届环西自行车赛，于2019年8月24日至9月15日进行，此次比赛是2019年UCI世界巡回赛的其中一站比赛。比赛共分为21个赛段，起点位于托雷维耶哈，终点位于马德里。
共有22支车队参加此次比赛，其中18支车队为世界职业车队，另外4支车队则为洲际职业车队。最终来自珍宝-维斯玛车队的普里莫日·羅格里奇赢得此次比赛的总冠军，成为历史上首位在三大自行车赛上获得总冠军的斯洛文尼亚人。移动之星车队选手亚历杭德罗·巴尔韦德获得第二名，羅格里奇的同胞，来自阿联酋航空车队的塔德伊·波加薩爾则获得第三名。